# Sydney Plaatjies
Sydney Convinus Plaatjies (ur. 25 listopada 1981 w Mariental) – namibijski piłkarz grający na pozycji pomocnika.

## Kariera klubowa
Karierę piłkarską Plaatjies rozpoczął w klubie Blue Waters Walvis Bay. W jego barwach zadebiutował w 2000 roku w namibijskiej Premier League. W 2004 roku osiągnął pierwszy sukces w karierze, gdy wywalczył mistrzostwo Namibii.
W 2006 roku Plaatjies odszedł do południowoafrykańskiego Jomo Cosmos FC z Johannesburga. Po 2 latach gry w tym klubie odszedł do Mamelodi Sundowns FC z Pretorii. Na początku 2009 roku był z niego wypożyczony do Moroki Swallows, z którym zdobył Puchar Południowej Afryki. Następnie grał w takich klubach jak: Kabuscorp SC, Mpumalanga Black Aces FC, Đồng Tháp FC i Blue Boys FC. W 2017 roku zakończył w nim swoją karierę

## Kariera reprezentacyjna
W reprezentacji Namibii Plaatjies zadebiutował w 2001 roku. W 2008 roku był powołany do kadry na Puchar Narodów Afryki 2008 i rozegrał tam 2 spotkania: z Ghaną (0:1) i z Gwineą (1:1). Od 2001 do 2011 rozegrał w kadrze narodowej 24 mecze i strzelił 2 gole.